# Marina Awstrijska
Marina Aleksandrowna Awstrijska, ros. Марина Александровна Австрийская (ur. 21 czerwca 1967 w Moskwie) – radziecka łyżwiarka figurowa, startująca w parach sportowych z Jurijem Kwaszninem. Uczestniczka igrzysk olimpijskich (1984), dwukrotna mistrzyni świata juniorów (1982, 1983), medalistka zawodów międzynarodowych oraz wicemistrzyni Związku Radzieckiego (1984).
30 października 2000 roku urodziła córkę Aleksandrę, która uprawiała łyżwiarstwo figurowe, zaś Marina była jedną z jej trenerek.

## Osiągnięcia
Z Jurijem Kwaszninem
| Zawody                                | 81–82          | 82–83          | 83–84          |                |                |                |                |                |                |                |                |                |                |                |                |                |                |
| Międzynarodowe                        | Międzynarodowe | Międzynarodowe | Międzynarodowe | Międzynarodowe | Międzynarodowe | Międzynarodowe | Międzynarodowe | Międzynarodowe | Międzynarodowe | Międzynarodowe | Międzynarodowe | Międzynarodowe | Międzynarodowe | Międzynarodowe | Międzynarodowe | Międzynarodowe | Międzynarodowe |
| ------------------------------------- | -------------- | -------------- | -------------- | -------------- | -------------- | -------------- | -------------- | -------------- | -------------- | -------------- | -------------- | -------------- | -------------- | -------------- | -------------- | -------------- | -------------- |
| Igrzyska olimpijskie                  |                |                | 9              |                |                |                |                |                |                |                |                |                |                |                |                |                |                |
| Mistrzostwa Europy                    |                | 5              | 5              |                |                |                |                |                |                |                |                |                |                |                |                |                |                |
| NHK Trophy                            |                | 3              |                |                |                |                |                |                |                |                |                |                |                |                |                |                |                |
| Międzynarodowe: Kategorie młodzieżowe |                |                |                |                |                |                |                |                |                |                |                |                |                |                |                |                |                |
| Mistrzostwa świata juniorów           | 1              | 1              |                |                |                |                |                |                |                |                |                |                |                |                |                |                |                |
| Krajowe                               |                |                |                |                |                |                |                |                |                |                |                |                |                |                |                |                |                |
| Mistrzostwa ZSRR                      |                | 3              | 2              |                |                |                |                |                |                |                |                |                |                |                |                |                |                |
| Sparkatiada                           | 1 J            |                |                |                |                |                |                |                |                |                |                |                |                |                |                |                |                |

## Nagrody i odznaczenia
- Mistrz sportu ZSRR klasy międzynarodowej[2]